# Emma Snowsill
Emma Snowsill (ur. 15 czerwca 1981 w Gold Coast) – australijska triathlonistka, mistrzyni olimpijska, trzykrotna mistrzyni świata.
Największym jej sukcesem jest złoty medal igrzysk olimpijskich w Pekinie. Wcześniej z powodzeniem startowała w mistrzostwach świata ITU zdobywając indywidualnie trzy tytuły mistrzowskie (2003, 2005, 2006) oraz jeden srebrny medal w 2007 roku. Mistrzyni Igrzysk Wspólnoty Narodów 2006.